# 露顶弹头螺
露顶弹头螺（学名：Ancilla apicalis），是新腹足目榧螺科弹头螺属的一种。主要分布于台湾，常栖息在深海。